# Аверчев Олександр Володимирович

## Біографія
Олекса́ндр Володи́мирович Аве́рчев народився 20 жовтня 1966 року в с. Раковка Бериславського району Херсонської області. У 1983 р. закінчив Львівську середню школу — інтернат Херсонської області. У 1983 р вступив до Херсонського сільськогосподарського інституту. З 1984—1986 рр. — служба в Радянській Армії. З 1986—1989 рр. продовжує навчання в ХСГІ.
Освіта — вища. Закінчив Херсонський сільськогосподарський інститут в 1989 році за спеціальністю «Вчений агроном». Протягом навчання брав активну участь у громадській роботі: 1987—1991 рр. — депутат Херсонської міської Ради.; голова студентського профкому інституту.
У 2001 році закінчив екстерном Херсонський державний аграрний університет за спеціальністю «Облік і аудит», у 2016 р. отримав спеціальність «Технологія виробництва та переробки продукції тваринництва».
У 1993 році захистив кандидатську дисертацію на здобуття наукового ступеня кандидата сільськогосподарських наук за спеціальністю 06.01.02 — сільськогосподарські меліораці'.
З 1995 року присвоєно вчене звання доцента та призначений на посаду завідувача кафедри теоретичної та аграрної економіки[джерело?].
У 1999 р. під керівництвом Аверчева О. В. відкрита спеціальність 7.050107 «Економіка підприємства» на економічному факультеті та перейменовано кафедру — «Економіка підприємства»[джерело?], з 1999—2006 рр. — завідувач кафедри економіки підприємства, на якій створив 4 філії на базі передових підприємств Херсонської та Миколаївської областей[джерело?].
З 2006 року директор Інституту післядипломної освіти та дорадництва Херсонського державного аграрного університету, а також доцент кафедр економіки підприємства та землеробства.
З ініціативи Олександра Володимировича у 2007 році на базі Інституту післядипломної освіти та дорадництва створений Центр з підготовки та перепідготовки дорадників і експертів дорадників Херсонської, Миколаївської та Одеської областей[джерело?].
З 2007 року є дорадником з питань землеробства та економіки сільського господарства і очолює групу експертів-дорадників Херсонського державного аграрного університету, які на постійній основі надають консультації всім бажаючим сільськогосподарським товаровиробникам[джерело?].
В 2013 році захистив докторську дисертацію за спеціальністю 06.01.02. сільськогосподарські меліорації.
В 2015 році присвоєно вчене звання професора.
З серпня 2017 року обіймає посаду проректора з наукової роботи та міжнародної діяльності.
Аверчев О. В. очолює аспірантуру за спеціальністю «Сільськогосподарські меліорації». Ним та його аспірантами розроблено теоретичні основи ефективного використання поливних земель, агротехнічні комплекси та технології вирощування сільськогосподарських культур у зрошувальних сівозмінах при основних і проміжних посівах на різних системах зрошення в умовах зміни клімату півдня України[джерело?].

## Основні напрями досліджень
Розробка технологій вирощування сільськогосподарських культур в умовах зміни клімату при різних системах зрошення. Економічне обґрунтування сучасних технологій вирощування сільськогосподарських культур. Органічне виробництво. Вирощування круп'яних культур[джерело?].